# Affaire de l'enlèvement de Porto Alegre

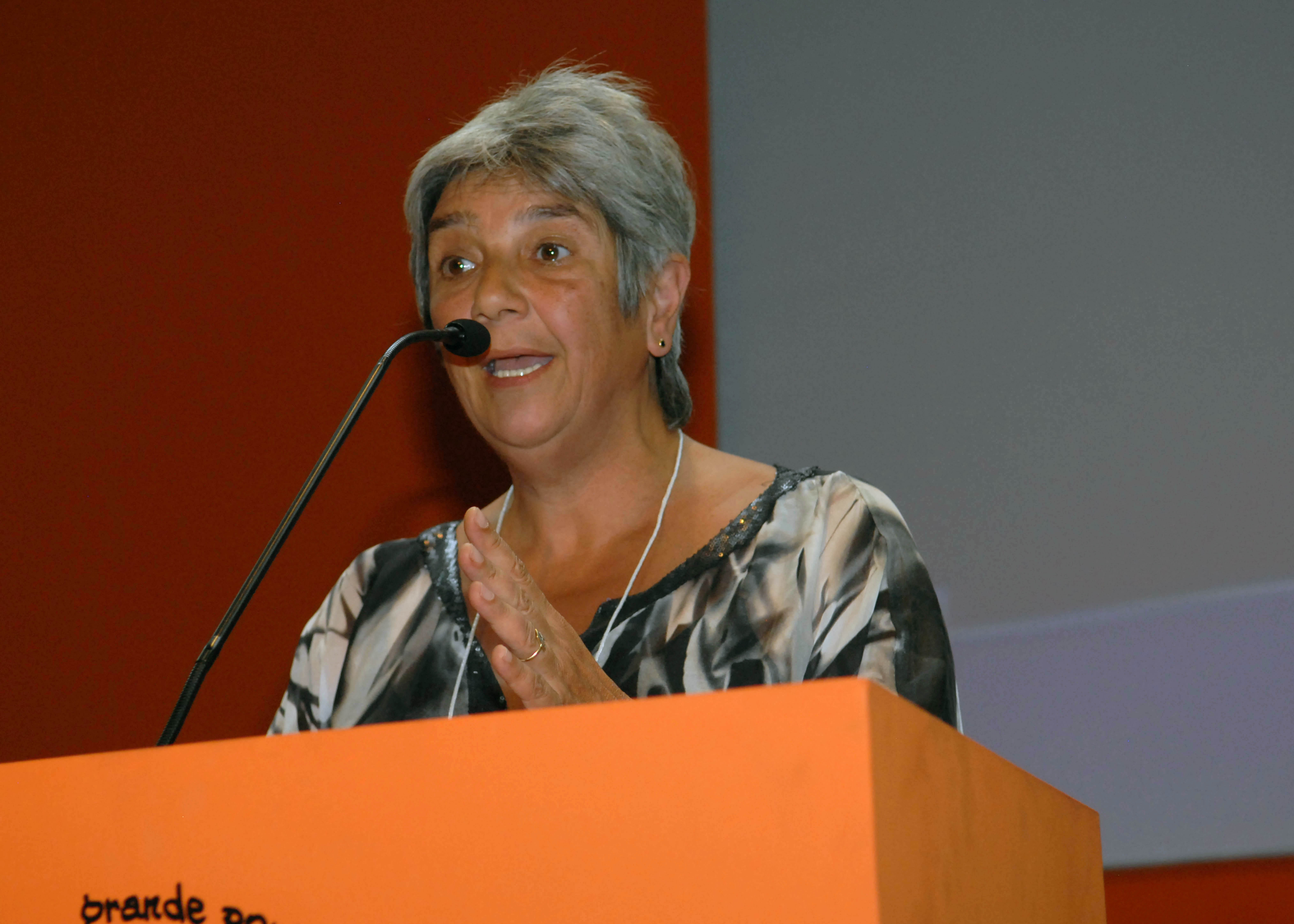
Lilián Celiberti au Forum social mondial de Porto Alegre, 2010.

L'affaire de l'enlèvement de Porto Alegre, désigné en espagnol comme « l'enlèvement des Uruguayens » (el secuestro de los uruguayos), est une opération des services de renseignement de la dictature militaire uruguayenne (1973-1985) au Brésil, alors également sous dictature militaire, qui eut lieu le 12 novembre 1978, soit trois jours avant les élections générales (pt) organisées par le général Geisel. 
Coordonnée avec les militaires brésiliens, cette opération est un exemple de la coopération des services secrets officialisée en 1975 sous le nom d'Opération Condor,. Un appel anonyme — il s'agissait en fait du militant Hugo Cores — alerta la presse brésilienne, qui couvrit l'affaire dans Veja, suscitant l'indignation de l'opinion mondiale vis-à-vis des dictatures brésilienne et uruguayenne. Cela sauva la vie du couple enlevé, qui fut néanmoins incarcéré cinq ans dans les geôles uruguayennes. Veja obtint en 1979 le Prix Esso, plus prestigieux prix de la presse brésilienne, pour la couverture de l'affaire. 
L'année suivante, deux policiers brésiliens furent condamnés pour avoir participé à l'enlèvement, mais aucune procédure n'a été lancée en Uruguay en raison de la loi d'amnistie, tandis que d'autres militaires brésiliens, qui avaient agi sous ordre de leur hiérarchie, ne furent jamais inquiétés. Le gouverneur du Rio Grande do Sul reconnut en 1990 la responsabilité des autorités locales.

## L'opération
Un commando de l'armée uruguayenne traversa clandestinement la frontière brésilienne avec l'appui secret de la junte brésilienne, pour se rendre à Porto Alegre, capitale de l’État du Rio Grande do Sul. Sur place, ils enlevèrent un couple de militants de l'opposition uruguayenne, Universindo Rodríguez Díaz et Lilián Celiberti, ainsi que les deux enfants de Celiberti, Camilo et Francesca, respectivement âgés de 8 et 3 ans. 
Les deux militants étaient membres du Parti pour la victoire du peuple (PVP, anarcho-syndicaliste), mais avaient cessé au Brésil toute activité politique, attendant la chute de la dictature uruguayenne.
L'opération secrète échoua lorsque deux journalistes brésiliens, le reporter Luiz Cláudio Cunha et le photographe João Baptista Scalco, d'une filiale de la revue Veja à Porto Alegre, furent alertés par un appel anonyme . Ils se rendirent alors à l'appartement du couple, dans le quartier Menino Deus de Porto Alegre,. 
Ils y firent reçus par des hommes armés, qui les prirent pour des camarades des Uruguayens et retenaient captif Lilián. Universindo et ses enfants avaient déjà été clandestinement transférés en Uruguay. 
L'arrivée des journalistes rompit le secret de l'opération. Lilián fut transférée en catastrophe en Uruguay, mais la publicité donnée à l'enlèvement permit d'éviter aux victimes d'être assassinées. Les titres de la presse brésilienne rendirent compte de cet épisode de l'opération Condor, encore inconnue du public, suscitant un scandale international qui affecta lourdement les juntes brésilienne et uruguayenne. 
La junte uruguayenne prétendit alors que le couple se préparait à rentrer en Uruguay pour mener des activités « subversives » pour le compte du PPV (ce qui fut nié par la suite par ces derniers), tandis que le gouverneur du Rio do Grande, Sinval Guazzelli (pt), qui voulait se donner une image libérale, déclarait en décembre 1978 que si des policiers avaient participé à cet enlèvement, ils seraient condamnés; déclaration qui n'eut guère de succès . Pour le journaliste Ronald de Carvalho, « que l'ex-gouverneur ait collaboré par omission, couardise ou conviction à l'enlèvement des Uruguayens Lilián Celiberti et Universindo Díaz, de cela il n'y a pas de doute » .
En 1979, le Prix Esso, plus prestigieux prix de la presse brésilienne, récompensa l'enquête des reporters Cunha et Scalco publiée dans Veja .

## Procès
Quelques jours après l'enlèvement, les deux enfants furent rendus à leurs grands-parents maternels. Lilián et Universindo, torturés, restèrent détenus pendant cinq ans dans les prisons militaires uruguayennes. Ils furent finalement libérés en 1983 , deux ans avant la chute de la dictature uruguayenne, confirmant les détails de l'enlèvement, qui avaient déjà fait l'objet d'un livre en 1981.
En 1980, la justice brésilienne condamna deux policiers, les inspecteurs Orandir Portassi Lucas (alias Didi Pedalada, du nom d'un joueur de football) et João Augusto da Rosa du DOPS (Departamento de Orden Político y Social), chargé de la police politique. Il s'agissait des hommes armés qui avaient accueilli les journalistes en 1978 rue Botafogo, formellement identifiés par ces derniers puis par le couple uruguayen. Ceci confirma la participation du Brésil à l'opération Condor. 
Da Rosa fut cependant acquitté en appel, en 1983, faute de preuves. Au moment du procès, les Uruguayens étaient encore incarcérés et ne purent donc témoigner devant les tribunaux. Didi Pedalada fut, quant à lui, seulement condamné à six mois de sursis, pour « abus d'autorité ». La sentence, dictée par le juge civil Moacir Danilo Rodrigues, marqua cependant une avancée de la justice civile, qui refusa de se laisser dicter la marche à suivre par les autorités militaires .
Lilian Celiberti identifia ainsi le policier João Augusto da Rosa devant la juge brésilienne Helena Marta de Souza en février 2010 . Bien que condamné en 1980, celui-ci nie toujours avoir participé à cet enlèvement. Il a même attaqué en diffamation le journaliste Luiz Cláudio Cunha pour son livre, Operação Condor: O Sequestro dos Uruguaios (2008), dans lequel ce dernier ré-affirme ce qu'il avait déjà écrit, à l'époque, dans Veja .
Pedro Seelig, chef du DOPS, fut identifié par la suite par le couple uruguayen comme le responsable de l'opération à Porto Alegre. Il fut dénoncé à la justice brésilienne, mais le couple étant incarcéré en Uruguay et ne pouvant par conséquent témoigner à son procès, il fut acquitté faute de preuves.
Quatre autres officiers de la Compañía de Contrainformaciones del Ejército Uruguayo (deux majors et deux capitaines), une unité secrète, qui participèrent à l'enlèvement avec l'autorisation de la junte brésilienne, échappèrent aussi à toute condamnation. L'un d'eux, le capitaine Glauco Yanonne, est accusé d'avoir personnellement torturé Universindo au QG du DOPS à Porto Alegre.
Bien qu'identifiés par le couple d'Uruguayens, aucun militaire uruguayen ne fut inculpé en Uruguay, en raison de la loi d'amnistie (es) (dite « d'impunité »), qui interdit jusqu'à l'ouverture même d'enquêtes judiciaires concernant les crimes commis sous la dictature.

## Reconnaissance de l'enlèvement par le gouverneur du Rio Grande et identification de l'auteur de l'appel anonyme
En 1991, le gouverneur Pedro Simon (pt) (PMDB) du Rio Grande do Sul reconnut l'enlèvement et indemnisa les victimes uruguayennes, imité l'année suivante par le gouvernement uruguayen de Luis Alberto Lacalle.
En 1993, l'auteur de l'appel anonyme, Hugo Cores, alors militant du Parti pour la victoire du peuple (PVP, anarcho-syndicaliste) qui vivait clandestinement à São Paulo en 1978, déclara à la presse brésilienne :
« Tous les Uruguayens séquestrés à l'étranger, environ 180, restent desaparecidos jusqu'à aujourd'hui. Les seuls à avoir survécu sont Lílian, les enfants et Universindo. »
Il s'agit de la seule opération effectuée dans le cadre de l'opération Condor à avoir été révélée à l'époque par la presse .